# Hans Wenzel Baudis
Hans Wenzel Baudis (* 21. August 1879 in Rothaujezd b. Meronitz, Böhmen; † 21. Januar 1947 in Elsterwerda) war ein sudetendeutscher Schullehrer und Schriftsteller.

## Leben
Der im nordböhmischen Rothaujezd bei Bilin geborene Baudis studierte in Leitmeritz und am Lehrerseminar in Wien. In der Folgezeit wirkte er als Lehrer in verschiedenen Orten. Unter anderem war er Volksschullehrer in Mosern und Mariaschein. Später wurde Baudis Fachlehrer in Aussig. 1911 wurde er Professor an der Handelsschule in Brüx in Nordböhmen und wurde 1917 schließlich deren Direktor. Er verfasste Dramen, Erzählungen und Werke der Lyrik.

## Familie
Der Sohn von Hans Wenzel Baudis, Hans Baudis, war zunächst Kurarzt in Jáchymov und später, nach mehrjähriger Kriegsgefangenschaft, Arzt in Großenhain (unter anderem Kinderarzt von Corinna Harfouch).
Ein Enkel von Baudis, Günther Sterba, war Professor für Zoologie an der Universität Leipzig und ist bekannt als Verfasser von Standardwerken der Aquaristik.
Ein Urenkel, Michael Baudis, ist Professor für Bioinformatik an der Universität Zürich.

## Werke (Auswahl)
- Die Amme (Schausp.) 1910;
- Wallenstein. Ein Spiel in fünf Tagen, 1934;
- Der verhängnisvolle Maskenzug in Görkau 1588. Ein seltsam Faschingspiel, 1938;
- Seifenblasen (Erz.) 1938;
- Ernte auf dem Felde des Lebens. Gedichte, Erzählungen, Dramen (herausgegeben von Lore Hergel) 1956.

Ferner verfasste Baudis Schulbücher und pädagogische Schriften. Ein großer Teil seiner Arbeiten soll nach Kriegsende 1945 verloren gegangen sein. Lore Hergel gab im Jahre 1956 den Auswahlband mit dem Titel „Ernte auf dem Felde des Lebens“ heraus.